# Cppcheck
A Cppcheck egy statikus kódelemző programozási eszköz C és C++ nyelven írt programokhoz. Gyakori programozási hibák és biztonsági problémák felderítésére képes. A segítségével leggyakrabban ún. memóriaszivárgást lehet felfedezni (a lefoglalt memóriát elfelejti felszabadítani a programozó), de összesen nagyjából 20 hibatípus detektálására képes.
A Cppcheck egy C++ nyelven írt szabad szoftver, ami GPL licenc alatt érhető el.

## Használat
A Cppcheck parancssorból használható program. A következő opciókat ismeri (zárójelben az esetleges alternatívák):
- -I dir Include könyvtárak megadása. Ez az opció ismételhető. Ha az include könyvtár alkönyvtára a forrás könyvtárnak, akkor nincs szükség a megadására.
- -a (--all) Minden hiba kijelzése. Ezen opció nélkül csak a biztosan felismert hibákat jeleníti meg. Ajánlott bekapcsolni és kézzel kiszűrni a false-positive riasztásokat
- -f (--force) Erőltetett ellenőrzése a sok konfigurációval rendelkező fájloknál. Az ilyen fájloknál amúgy is van hibaüzenet, így ez az opció nem ajánlott.
- -q (--quiet) Csendes üzemmód. Csak a megtalált hibákat írja ki, egyéb üzeneteket nem.
- -s (--style) Kódolási stílus hibákat is megjeleníti. (Ezek nincsenek benne az --all-ban.) Ilyen például az, ha kétszer ellenőrizzük valamiről, hogy NULL-e.
- -v (--verbose) Részletes üzemmód.
- --unused-functions A nem használt függvényeket kiírja.
- -j jobs Többszálú üzemmód. Optimális sebesség érdekében többmagos, többprocesszoros gépen érdemes annyi *jobs*-ot adni, ahány processzormag rendelkezésre áll.
- --xml XML formátumú eredményt ad.
- -h (--help) A helpet írja ki a képernyőre.

Egy ajánlott használati mód:
```
cppcheck -q -a projectkönyvtár

```

Ez a mód kiírja a hibákat, mindet, de a felesleges futási üzenetektől megkíméli a felhasználót.

## Példa
```
void
 
f
(
 
std
::
list
<
int
>
 
foo
,
 
std
::
list
<
int
>
 
bar
 
)

{

  
char
 
*
del
 
=
 
new
 
char
[
10
];

  
std
::
list
<
int
>::
const_iterator
 
it
;

  
for
 
(
it
 
=
 
foo
.
begin
();
 
it
 
!=
 
bar
.
end
();
 
++
it
)

  
{

    
bar
.
push_back
(
 
*
it
 
);

  
}

  
delete
 
[]
 
del
;

  
del
[
3
]
 
=
 
0
;

}

```

Cppcheck futási eredménye:
```
$ ./cppcheck example.cpp
Checking example.cpp...
[example.cpp:11]: (error) Using 'del' after it is deallocated / released
[example.cpp:5]: (error) Same iterator is used with both foo and bar

```

Javított forráskód:
```
void
 
f
(
 
std
::
list
<
int
>
 
foo
,
 
std
::
list
<
int
>
 
bar
 
)

{

  
char
 
*
del
 
=
 
new
 
char
[
10
];

  
std
::
list
<
int
>::
const_iterator
 
it
;

  
for
 
(
it
 
=
 
foo
.
begin
();
 
it
 
!=
 
foo
.
end
();
 
++
it
)

  
{

    
bar
.
push_back
(
 
*
it
 
);

  
}

  
del
[
3
]
 
=
 
0
;

  
delete
 
[]
 
del
;

}

```

## Lásd még
- Puffertúlcsordulás
- Memóriadebugger
- Szoftvertesztelés
- Statikus kódelemző szoftverek

## Külső hivatkozások
- A program honlapja[halott link]
- SourceForge project lap